# Kreda (peuple)
Pour les articles homonymes, voir Kreda.
 (mai 2025).
La mise en forme du texte ne suit pas les recommandations de Wikipédia : il faut le « wikifier ».
Les points d'amélioration suivants sont les cas les plus fréquents. Le détail des points à revoir est peut-être précisé sur la page de discussion.
- Les titres sont pré-formatés par le logiciel. Ils ne sont ni en capitales, ni en gras.
- Le texte ne doit pas être écrit en capitales (les noms de famille non plus), ni en gras, ni en italique, ni en « petit »…
- Le gras n'est utilisé que pour surligner le titre de l'article dans l'introduction, une seule fois.
- L'italique est rarement utilisé : mots en langue étrangère, titres d'œuvres, noms de bateaux, etc.
- Les citations ne sont pas en italique mais en corps de texte normal. Elles sont entourées par des guillemets français : « et ».
- Les listes à puces sont à éviter, des paragraphes rédigés étant largement préférés. Les tableaux sont à réserver à la présentation de données structurées (résultats, etc.).
- Les appels de note de bas de page (petits chiffres en exposant, introduits par l'outil «  Source ») sont à placer entre la fin de phrase et le point final[comme ça].
- Les liens internes (vers d'autres articles de Wikipédia) sont à choisir avec parcimonie. Créez des liens vers des articles approfondissant le sujet. Les termes génériques sans rapport avec le sujet sont à éviter, ainsi que les répétitions de liens vers un même terme.
- Les liens externes sont à placer uniquement dans une section « Liens externes », à la fin de l'article. Ces liens sont à choisir avec parcimonie suivant les règles définies. Si un lien sert de source à l'article, son insertion dans le texte est à faire par les notes de bas de page.
- La présentation des références doit suivre les conventions bibliographiques. Il est recommandé d'utiliser les modèles {{Ouvrage}}, {{Chapitre}}, {{Article}}, {{Lien web}} et/ou {{Bibliographie}}. Le mode d'édition visuel peut mettre en forme automatiquement les références.
- Insérer une infobox (cadre d'informations à droite) n'est pas obligatoire pour parachever la mise en page.

Pour une aide détaillée, merci de consulter Aide:Wikification.
Si vous pensez que ces points ont été résolus, vous pouvez retirer ce bandeau et améliorer la mise en forme d'un autre article.
Les Kreda, appelés également Karra, des primitifs kadda qui se traduit comme « le peuple courageux »,Proche de Daza forment la principale ethnie de la région de Bahr el-Ghazal au Tchad et appartient à la grande communauté Toubou/gouran. Leur langue est le dazaga. Les premiers explorateurs de l'Europe parlent de l'hospitalité et le courage de ce peuple dont les cousins peuplent la région de Bet au Tchad. Les Kréda vivent dispersés en campements nomades sur l'ensemble de la province du Bahr El ghazal. Ils se répartissent en quatre grand groupes lesquels se subdivisent en onze cantons:  
1) deux cantons pour le clan Naria (Biria et Dirguim); 
2) un canton pour le clan Yiria (canton Yiria); 
3) deux cantons pour le clan Yorda ( Jarwa et Yorda); 
4) six cantons pour le clan Karda(Jirara, Koutra, Sounda, Gourda, Arsara, Bedoulah). 
Sur le plan géographiqu, les Naria et les Yiria occupent le département du Bahr-el-ghazal nord, les Karda occupent le territoire du département du Bahr-el-ghazal sud et du département du Bahr-el-ghazal Est, tandis que les Yorda vivent dans le département du Bahr-el-ghazal ouest. 

## Historique
Nomade comme tout autre toubou, la population a commencé à se sédentariser depuis le début de la colonisation française au Tchad à la fin du XIXe siècle, notamment dans la principale ville de la région, Moussoro. Les premiers explorateurs européens parlent de l'hospitalité et du courage de ce peuple instruit religieusement depuis plusieurs siècles et dont les cousins Toubou peuplent du niger ,du l'extrême nord du Tchad et le sud de la Libye.
Les Kreda possèdent une richesse importante de zébus et de chevaux, les mieux entretenus de tout le Sahel.
Ils pratiquent la course des chevaux comme activité sportive.
Parmi les personnalités kredas, on distingue entre autres :
- Ali Souleymane Dabye, professeur et mathématicien de renommée internationale. Il est à l'origine de la formule dabyenne et enseignant en France et au Sénégal à l'université de Gaston Berger de Saint Louis.
- Chérif Mahamat Zene, haut diplomate de carrière, ancien représentant permanent du Tchad auprès des Nations unies (ONU) et par ailleurs actuel ministre des affaires étrangères et de la coopération.
- Mahamat Abdoulaye Mahamat, président du parti politique MPDT (Mouvement pour la Paix Développement Tchadien) pour les élections présidentielle de 2006, docteur en Science politique, il a été cinq fois ministre du Tchad et conseiller à la présidence de la République.